# Яппильская церковь
Яппильская церковь (Jäppilän kirkko) расположена в деревне Яппиля волости Пиексямяки. Была построена в 1872 году архитектором Фердинандом Эманом. Надпрестольный образ выполнил художник Фридольф Вейрландер (1878). Площадь церкви 425м2 и она рассчитана на 550 мест. В 2006 году в церкви появился новый орган, выполненный мастером из Соткамо. Церковь реставрировалась в 1917, 1927-28, 1971 и 2013 годах.